# 台琼海桐
台琼海桐（学名：Pittosporum pentandrum var. hainanense）为海桐花科海桐花属下的一个变种。

## 扩展阅读
- 維基物種上的相關：台琼海桐